# Anton Kecht
Anton Kecht (Pseudonym Hansjörg Schwarzensteiner; * 10. Jänner 1895 in Häselgehr, Tirol; † 16. September 1965 in Wörgl, Tirol) war ein österreichischer Politiker (ÖVP), Lehrer und Schriftsteller.

## Leben
Anton Kecht besuchte von 1909 bis 1914 die Lehrerbildungsanstalt in Innsbruck; danach war er als Kaiserschütze Soldat im Ersten Weltkrieg.
Ab 1919 fand Kecht als Lehrer in Elbigenalp und Ehrwald Verwendung; ab 1923 leitete er als Direktor eine Hauptschule in Zell am Ziller. 1930 wurde er zum Bezirksschulinspektor für den Bezirk Kitzbühel, ab 1937 zu jenem für den Bezirk Schwaz ernannt. Ab 1938 musste er, nach dem Anschluss Österreichs Arbeiten als Hilfsarbeiter oder als Versicherungsbeamter annehmen. Nach dem Zweiten Weltkrieg konnte er nahtlos an seinen pädagogischen Werdegang anknüpfen, als er 1945 erneut Bezirksschulinspektor in Schwaz wurde.
1945 zog Kecht für die ÖVP in den Tiroler Landtag ein, in welchem er acht Jahre, bis 1953, ein Mandat innehatte. Im Januar 1958, nach fünf Jahren politischer Pause, zog er als ÖVP-Abgeordneter in den Nationalrat in Wien ein. Nach eineinhalb Jahren schied er bereits im Juni 1959, aus dem Parlament aus.
Anton Kecht war jedoch auch als Schriftsteller tätig. Unter dem Pseudonym Hansjörg Schwarzensteiner schrieb er ab 1927 überwiegend Heimatliteratur und Volksstücke, darunter Geizkrag'n, ein Volksstück in 4 Aufzügen aus dem Jahr 1927, oder das Volksstück Kain (5 Aufzüge), welches Kecht 1932 publizierte. Sein erster, 263 Seiten starker Roman, Helga Anderstätt kam 1947 in die Buchhandlungen. Weitere Heimatromane waren Im Schatten einer Ehe aus dem Jahr 1960 und Der Schmied von Lermoos, ein historischer Roman aus der Zeit Karls V., den Kecht im Jahr 1961 veröffentlichte.
Anton Kecht starb 70-jährig im September 1965 in Wörgl.